# Tízezerszög
A geometriában a tízezerszög egy tízezeroldalú sokszög. 

## Alapvető tulajdonságok
A szabályos tízezerszög csúcsait a körülírt kör középpontjával összekötve a tízezerszöget tízezer darab egyenlőszárú háromszögre bontjuk. A tízezer háromszög belső szögeinek összege 1 800 000 fok. Ezekből a középpontnál fekvő szögek összege nyilván éppen 360 fok; a fennmaradó 1 799 640 fok éppen a tízezerszög belső szögeinek összege. Ennek alapján egyetlen belső szög ennek az összegnek a tízezredrésze, tehát a szabályos tízezerszög belső szögei 179,964 fokosak.
A szabályos sokszögek szögeire ismert képlet {\displaystyle n=10000} esetben a következőt adja:
{\displaystyle \alpha ={\frac {(n-2)}{n}}\cdot 180^{\circ }={\frac {9998}{10000}}\cdot 180^{\circ }=179{,}964^{\circ }}
A szabályos tízezerszög területére a következő adódik, ha {\displaystyle a} az oldalhossz:
{\displaystyle A=2500a^{2}\cot {\frac {\pi }{10000}}\approx 7957746{,}893a^{2}}

## A szabályos tízezerszög szerkesztése
Mivel 10,000 = 24 × 54, a szabályos tízezerszög nem szerkeszthető meg körző és vonalzó segítségével.  Megszerkeszthető azonban neuszisz szerkesztéssel vagy szögharmadoló eszköz segítségével.

## A népkultúrában
A Flatland című regényben a Főkörről feltételezik, hogy tízezer oldala van, és ezáltal tízezerszög.

## Fordítás
- Ez a szócikk részben vagy egészben  a   Myriagon című angol Wikipédia-szócikk fordításán alapul.  Az eredeti cikk szerkesztőit annak laptörténete sorolja fel. Ez a jelzés csupán a megfogalmazás eredetét és a szerzői jogokat jelzi, nem szolgál a cikkben szereplő információk forrásmegjelöléseként.